# جلدية المظهر
جلدية المظهر (الاسم العلمي: Dermatopsis)، جنس أسماك من الأفعوانيات وفصيلة بروتيولا ولودة.

## الأنواع
هناك أربعة أنواع معروفة حاليًا في جنس جلدية المظهر
- Dermatopsis greenfieldi Møller & Schwarzhans, 2006 (Greenfield's mudbrotula)
- Dermatopsis hoesei Møller & Schwarzhans, 2006 (Hoese's mudbrotula)
- Dermatopsis joergennielseni Møller & Schwarzhans, 2006 (Nielsen's mudbrotula)
- سمك اللحم Ogilby, 1896 (Fleshfish)